# Maurice Trintignant
Maurice Bienvenu Jean Paul Trintignant (Sainte-Cécile-les-Vignes, 30 ottobre 1917 – Nîmes, 13 febbraio 2005) è stato un pilota automobilistico francese.
Zio del celebre attore Jean-Louis Trintignant, era soprannominato "Pétoulet" (traducibile dal francese con "escremento di topo") o il "Pilota gentiluomo". Dotato di una guida non aggressiva, ma rispettosa della meccanica della sua vettura, riusciva ad imporsi soprattutto nei circuiti cittadini o in condizioni di scarsa aderenza del tracciato.
Durante la sua carriera disputò 84 Gran Premi in Formula 1 (82 corse) correndo su Simca-Gordini, Ferrari, Vanwall, Bugatti, Cooper, Maserati, BRM, Aston Martin, Lotus e Lola.

## Carriera

### Gli inizi
Era l'ultimo dei sei figli del viticoltore Fernand Trintignant e di Marie-Louise Delaigne; dopo il ritiro dalle corse proseguì l'attività di famiglia.
Trintignant fu introdotto nelle corse fin da giovane, in quanto il fratello Louis, nel corso degli anni '30, prese parte a varie corse con la Bugatti e fu proprio durante un Gran Premio, nel 1933, che perse la vita. Nonostante ciò il francese fece anch'egli il debutto nel mondo dell'automobilismo nel 1938, con la stessa vettura utilizzata dal fratello, nel frattempo ricomprata e riparata. Trintignant riuscì ad affermarsi abbastanza velocemente vincendo il Gran Premio delle frontiere a Chimay sia nel 1938 sia nel 1939, ma lo scoppio della seconda guerra mondiale lo costrinse ad interrompere momentaneamente la propria carriera. Terminato il conflitto Trintignant tornò quindi alle corse con la Bugatti del fratello. Proprio in questo periodo gli venne affibbiato per la prima volta il soprannome "Pétoulet" dopo che si scoprì che un suo ritiro in una gara era dovuto proprio alla presenza di escrementi di topo nel serbatoio.
Nel 1948 rischiò la vita in un terribile incidente di cui fu vittima a Berna: dopo un urto contro le barriere venne sbalzato fuori dall'abitacolo della propria vettura, ritrovandosi in mezzo alla pista. Evitato dagli altri piloti, venne trasportato in ospedale e rimase in coma per diversi giorni. Dopodiché riuscì a ristabilirsi completamente e a riprendere la sua carriera.

## Formula 1

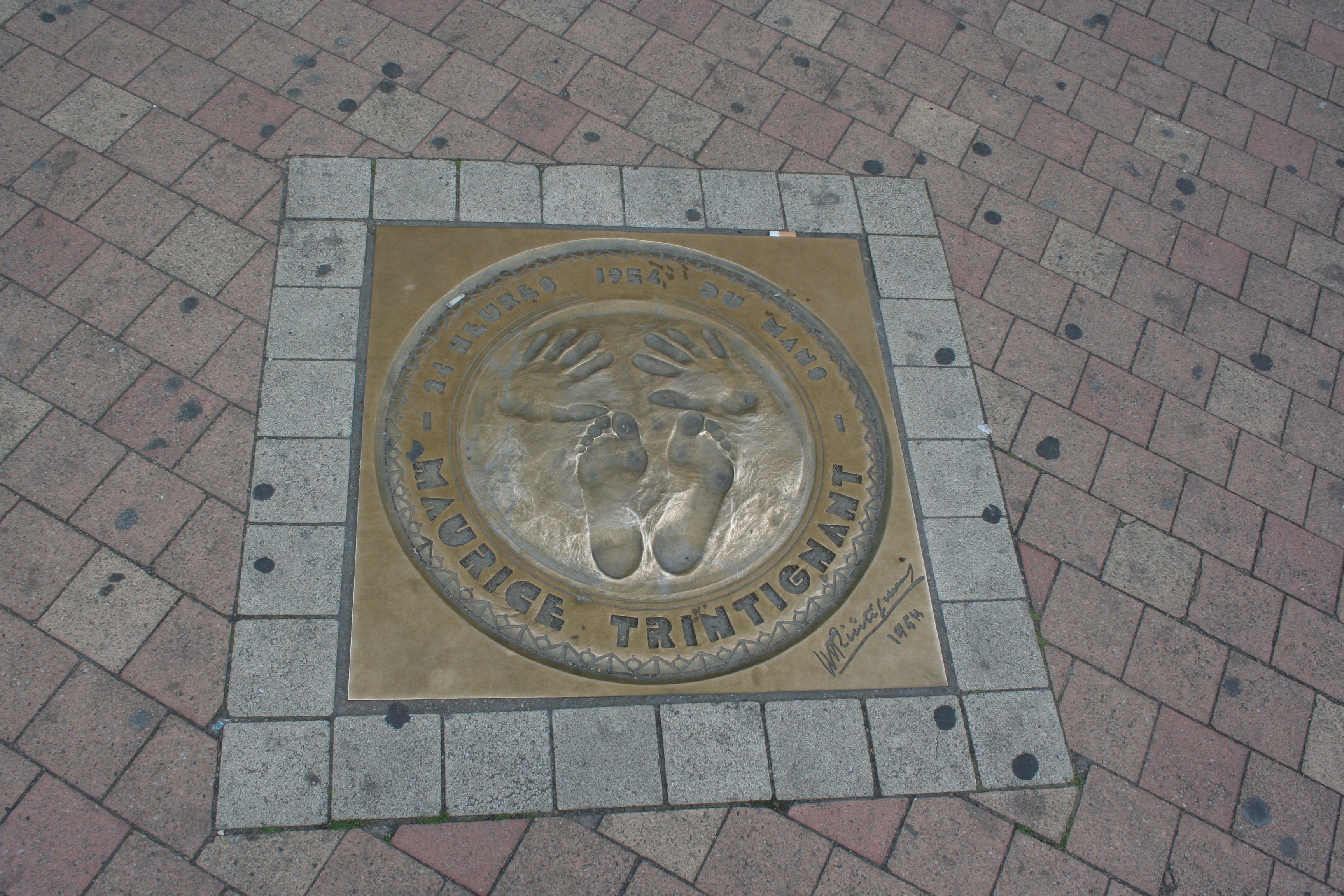
Lastra commemorativa della vittoria a Le Mans nel 1954

L'istituzione del Campionato mondiale di Formula 1 fece sì che il pilota transalpino venisse contattato da Gordini, che gli offrì la possibilità di guidare una delle sue vetture. Nel 1951 ottenne la prima vittoria in una gara non valevole per il campionato e nel 1952 ottenne i primi punti. L'abilità dimostrata alla guida gli valse comunque per il 1954 la chiamata da parte di Enzo Ferrari. Con il team di Maranello ebbe l'opportunità di aggiudicarsi una vittoria, al Gran Premio di Monaco 1955, regalando la ventesima vittoria alla squadra, con la Ferrari 625; la medesima impresa riuscì a ripeterla nel 1958 con la Cooper a motore posteriore.
Questo fa di lui uno dei due soli piloti (l'altro è Stirling Moss) ad aver vinto dei Gran Premi del mondiale di F1 sia con vetture a motore anteriore che posteriore.
Detiene anche un record molto curioso: nel Gran Premio d'Argentina 1955 venne classificato al secondo e al terzo posto poiché il regolamento degli anni cinquanta permetteva ai piloti di scambiarsi le vetture in corsa.
Con la Ferrari vinse anche la 24 Ore di Le Mans del 1954, al volante di una Ferrari 375 Plus.

## Risultati

### Formula 1
| 1950 | Scuderia       | Vettura           |  |     |  |  |  |  |     |  |  |  |  | Punti | Pos. |
| ---- | -------------- | ----------------- |  | --- |  |  |  |  | --- |  |  |  |  | ----- | ---- |
| 1950 | Equipe Gordini | Simca-Gordini T15 |  | Rit |  |  |  |  | Rit |  |  |  |  | 0     |      |

| 1951 | Scuderia       | Vettura           |  |  |  |     |  |     |     |     |  |  |  | Punti | Pos. |
| ---- | -------------- | ----------------- |  |  |  | --- |  | --- | --- | --- |  |  |  | ----- | ---- |
| 1951 | Equipe Gordini | Simca-Gordini T15 |  |  |  | Rit |  | Rit | Rit | Rit |  |  |  | 0     |      |

| 1952 | Scuderia                     | Vettura                                            |    |  |  |   |     |     |   |     |  |  |  | Punti | Pos. |
| ---- | ---------------------------- | -------------------------------------------------- | -- |  |  | - | --- | --- | - | --- |  |  |  | ----- | ---- |
| 1952 | Ecurie Rosier Equipe Gordini | Ferrari 166 F2 Simca-Gordini T15 Simca-Gordini T16 | NP |  |  | 5 | Rit | Rit | 6 | Rit |  |  |  | 2     | 16º  |

| 1953 | Scuderia       | Vettura           |   |  |   |   |     |     |     |     |   |  |  | Punti | Pos. |
| ---- | -------------- | ----------------- | - |  | - | - | --- | --- | --- | --- | - |  |  | ----- | ---- |
| 1953 | Equipe Gordini | Simca-Gordini T16 | 7 |  | 6 | 5 | Rit | Rit | Rit | Rit | 5 |  |  | 4     | 12º  |

| 1954 | Scuderia                       | Vettura                       |   |  |   |     |   |   |     |   |     |  |  | Punti | Pos. |
| ---- | ------------------------------ | ----------------------------- | - |  | - | --- | - | - | --- | - | --- |  |  | ----- | ---- |
| 1954 | Ecurie Rosier Scuderia Ferrari | Ferrari 625 F1 Ferrari 553 F1 | 4 |  | 2 | Rit | 5 | 3 | Rit | 5 | Rit |  |  | 17    | 4º   |

| 1955 | Scuderia         | Vettura                       |     |   |  |   |     |     |   |  |  |  |  | Punti | Pos. |
| ---- | ---------------- | ----------------------------- | --- | - |  | - | --- | --- | - |  |  |  |  | ----- | ---- |
| 1955 | Scuderia Ferrari | Ferrari 625 F1 Ferrari 555 F1 | 2+3 | 1 |  | 6 | Rit | Rit | 8 |  |  |  |  | 11,33 | 4º   |

| 1956 | Scuderia                       | Vettura                  |  |     |  |     |     |     |  |     |  |  |  | Punti | Pos. |
| ---- | ------------------------------ | ------------------------ |  | --- |  | --- | --- | --- |  | --- |  |  |  | ----- | ---- |
| 1956 | Vandervell Automobiles Bugatti | Vanwall VW2 Bugatti T251 |  | Rit |  | Rit | Rit | Rit |  | Rit |  |  |  | 0     |      |

| 1957 | Scuderia         | Vettura     |  |   |  |     |   |  |  |  |  |  |  | Punti | Pos. |
| ---- | ---------------- | ----------- |  | - |  | --- | - |  |  |  |  |  |  | ----- | ---- |
| 1957 | Scuderia Ferrari | Ferrari 801 |  | 5 |  | Rit | 4 |  |  |  |  |  |  | 5     | 13º  |

| 1958 | Scuderia                                                            | Vettura                                     |  |   |   |  |   |     |   |   |   |     |     | Punti | Pos. |
| ---- | ------------------------------------------------------------------- | ------------------------------------------- |  | - | - |  | - | --- | - | - | - | --- | --- | ----- | ---- |
| 1958 | RRC Walker Racing Team Scuderia Centro Sud Owen Racing Organisation | Cooper T45 Maserati 250F BRM P25 Cooper T43 |  | 1 | 9 |  | 7 | Rit | 8 | 3 | 8 | Rit | Rit | 12    | 7º   |

| 1959 | Scuderia               | Vettura    |   |  |   |    |   |   |   |   |   |  |  | Punti | Pos. |
| ---- | ---------------------- | ---------- | - |  | - | -- | - | - | - | - | - |  |  | ----- | ---- |
| 1959 | RRC Walker Racing Team | Cooper T51 | 3 |  | 8 | 11 | 5 | 4 | 4 | 9 | 2 |  |  | 19    | 5º   |

| 1960 | Scuderia                                                           | Vettura                      |   |     |  |     |  |     |    |  |  |    |  | Punti | Pos. |
| ---- | ------------------------------------------------------------------ | ---------------------------- | - | --- |  | --- |  | --- | -- |  |  | -- |  | ----- | ---- |
| 1960 | RRC Walker Racing Team Scuderia Centro Sud David Brown Corporation | Cooper T51 Aston Martin DBR5 | 3 | Rit |  | Rit |  | Rit | 11 |  |  | 15 |  | 0     |      |

| 1961 | Scuderia             | Vettura    |   |  |     |    |  |     |   |  |  |  |  | Punti | Pos. |
| ---- | -------------------- | ---------- | - |  | --- | -- |  | --- | - |  |  |  |  | ----- | ---- |
| 1961 | Scuderia Serenissima | Cooper T51 | 7 |  | Rit | 13 |  | Rit | 9 |  |  |  |  | 0     |      |

| 1962 | Scuderia                  | Vettura  |    |     |   |   |  |     |     |     |  |  |  | Punti | Pos. |
| ---- | ------------------------- | -------- | -- | --- | - | - |  | --- | --- | --- |  |  |  | ----- | ---- |
| 1962 | R.R.C. Walker Racing Team | Lotus 24 | WD | Rit | 8 | 7 |  | Rit | Rit | Rit |  |  |  | 0     |      |

| 1963 | Scuderia                               | Vettura                    |     |  |  |   |  |  |   |  |  |  |  | Punti | Pos. |
| ---- | -------------------------------------- | -------------------------- | --- |  |  | - |  |  | - |  |  |  |  | ----- | ---- |
| 1963 | Reg Parnell Racing Scuderia Centro Sud | Lola Mk4A Lotus 24 BRM P57 | Rit |  |  | 8 |  |  | 9 |  |  |  |  | 0     |      |

| 1964 | Scuderia       | Vettura |     |  |  |    |    |   |  |     |  |  |  | Punti | Pos. |
| ---- | -------------- | ------- | --- |  |  | -- | -- | - |  | --- |  |  |  | ----- | ---- |
| 1964 | Pilota privato | BRM P57 | Rit |  |  | 11 | NQ | 5 |  | Rit |  |  |  | 2     | 16º  |

| Legenda | 1º posto     | 2º posto | 3º posto    | A punti         | Senza punti/Non class.  | Grassetto – Pole position Corsivo – Giro più veloce |
| Legenda | Squalificato | Ritirato | Non partito | Non qualificato | Solo prove/Terzo pilota | Grassetto – Pole position Corsivo – Giro più veloce |

### Sportprototipi

#### Campionato mondiale vetture sport
| 1953 | Scuderia             | Vettura                                     | Stati Uniti (bandiera) | Italia (bandiera)      | Francia (bandiera)        | Belgio (bandiera)         | Germania Ovest (bandiera) | Regno Unito (bandiera) | Messico (bandiera)   |
| ---- | -------------------- | ------------------------------------------- | ---------------------- | ---------------------- | ------------------------- | ------------------------- | ------------------------- | ---------------------- | -------------------- |
| 1953 | Gordini              | Gordini T16S                                |                        |                        | 6                         |                           |                           |                        |                      |
| 1954 | Scuderia             | Vettura                                     | Argentina (bandiera)   | Stati Uniti (bandiera) | Italia (bandiera)         | Francia (bandiera)        | Regno Unito (bandiera)    | Messico (bandiera)     |                      |
| 1954 | Louis Rosier         | Ferrari 375 Plus                            | 7                      |                        |                           |                           |                           |                        |                      |
| 1954 | Scuderia Ferrari     | Ferrari 375 Plus Ferrari 750 Monza          |                        |                        |                           | 1                         | 1                         |                        |                      |
| 1955 | Scuderia             | Vettura                                     | Argentina (bandiera)   | Stati Uniti (bandiera) | Italia (bandiera)         | Francia (bandiera)        | Regno Unito (bandiera)    | Italia (bandiera)      |                      |
| 1955 | Scuderia Ferrari     | Ferrari 118 LM Ferrari 121 LM Ferrari 857 S | Rit                    |                        |                           | Rit                       | 8                         |                        |                      |
| 1956 | Scuderia             | Vettura                                     | Argentina (bandiera)   | Stati Uniti (bandiera) | Italia (bandiera)         | Germania Ovest (bandiera) | Svezia (bandiera)         |                        |                      |
| 1956 | Renault              | Renault Dauphine                            |                        |                        | 105                       |                           |                           |                        |                      |
| 1956 | Scuderia Ferrari     | Ferrari 290 MM                              |                        |                        |                           | Rit                       | 1                         |                        |                      |
| 1957 | Scuderia             | Vettura                                     | Argentina (bandiera)   | Stati Uniti (bandiera) | Italia (bandiera)         | Germania Ovest (bandiera) | Francia (bandiera)        | Svezia (bandiera)      | Venezuela (bandiera) |
| 1957 | Scuderia Ferrari     | Ferrari 315 S Ferrari 250 TR                |                        | 6                      |                           | 3                         | Rit                       | Rit                    | 4                    |
| 1958 | Scuderia             | Vettura                                     | Argentina (bandiera)   | Stati Uniti (bandiera) | Italia (bandiera)         | Germania Ovest (bandiera) | Francia (bandiera)        | Regno Unito (bandiera) |                      |
| 1958 | Pilota privato       | Ferrari 250 GT                              | 8                      |                        |                           |                           |                           |                        |                      |
| 1958 | David Brown          | Aston Marton DBE1/300                       |                        |                        |                           |                           | Rit                       |                        |                      |
| 1959 | Scuderia             | Vettura                                     | Stati Uniti (bandiera) | Italia (bandiera)      | Germania Ovest (bandiera) | Francia (bandiera)        | Regno Unito (bandiera)    |                        |                      |
| 1959 | David Brown          | Aston Marton DBR1/300                       |                        |                        |                           | 2                         | 4                         |                        |                      |
| 1960 | Scuderia             | Vettura                                     | Argentina (bandiera)   | Stati Uniti (bandiera) | Italia (bandiera)         | Germania Ovest (bandiera) | Francia (bandiera)        |                        |                      |
| 1960 | Porsche              | Porsche 718 RSK                             | 7                      |                        |                           | 4                         | Rit                       |                        |                      |
| 1961 | Scuderia             | Vettura                                     | Stati Uniti (bandiera) | Italia (bandiera)      | Germania Ovest (bandiera) | Francia (bandiera)        | Italia (bandiera)         |                        |                      |
| 1961 | Scuderia Serenissima | Maserati Tipo 63                            |                        | 4                      | 23                        | Rit                       |                           |                        |                      |

#### Campionato internazionale gran turismo
| 1962 | Scuderia        | Vettura           | Stati Uniti (bandiera) | Stati Uniti (bandiera) | Stati Uniti (bandiera) | Italia (bandiera) | Italia (bandiera) | Germania Ovest (bandiera) | Germania Ovest (bandiera) | Francia (bandiera)        | Francia (bandiera)        | Italia (bandiera)  | Regno Unito (bandiera)    | Germania Ovest (bandiera) | Stati Uniti (bandiera) | Stati Uniti (bandiera) | Francia (bandiera)        |                   |                     |                           |                        |                        |
| ---- | --------------- | ----------------- | ---------------------- | ---------------------- | ---------------------- | ----------------- | ----------------- | ------------------------- | ------------------------- | ------------------------- | ------------------------- | ------------------ | ------------------------- | ------------------------- | ---------------------- | ---------------------- | ------------------------- | ----------------- | ------------------- | ------------------------- | ---------------------- | ---------------------- |
| 1962 | Maserati France | Maserati Tipo 151 |                        |                        |                        |                   |                   |                           |                           | Rit                       |                           |                    |                           |                           |                        |                        |                           |                   |                     |                           |                        |                        |
| 1964 | Scuderia        | Vettura           | Stati Uniti (bandiera) | Stati Uniti (bandiera) | Italia (bandiera)      | Italia (bandiera) | Belgio (bandiera) | Italia (bandiera)         | Germania Ovest (bandiera) | Germania Ovest (bandiera) | Francia (bandiera)        | Francia (bandiera) | Germania Ovest (bandiera) | Italia (bandiera)         | Regno Unito (bandiera) | Svizzera (bandiera)    | Germania Ovest (bandiera) | Italia (bandiera) | Francia (bandiera)  | Stati Uniti (bandiera)    | Stati Uniti (bandiera) | Francia (bandiera)     |
| 1964 | Maserati France | Maserati Tipo 151 |                        |                        |                        |                   |                   |                           |                           |                           | Rit                       |                    |                           |                           |                        |                        |                           |                   |                     |                           |                        | Rit                    |
| 1964 | Johnny Simone   | Maserati Tipo 151 |                        |                        |                        |                   |                   |                           |                           |                           |                           | Rit                |                           |                           |                        |                        |                           |                   |                     |                           |                        |                        |
| 1964 | Ford France     | Shelby Daytona    |                        |                        |                        |                   |                   |                           |                           |                           |                           |                    |                           |                           |                        |                        |                           |                   | Rit                 |                           |                        |                        |
| 1965 | Scuderia        | Vettura           | Stati Uniti (bandiera) | Stati Uniti (bandiera) | Italia (bandiera)      | Italia (bandiera) | Italia (bandiera) | Regno Unito (bandiera)    | Italia (bandiera)         | Belgio (bandiera)         | Germania Ovest (bandiera) | Italia (bandiera)  | Germania Ovest (bandiera) | Francia (bandiera)        | Francia (bandiera)     | Italia (bandiera)      | Germania Ovest (bandiera) | Italia (bandiera) | Svizzera (bandiera) | Germania Ovest (bandiera) | Stati Uniti (bandiera) | Stati Uniti (bandiera) |
| 1965 | Ford France     | Ford GT40         |                        |                        |                        |                   |                   |                           |                           |                           | Rit                       |                    |                           | Rit                       |                        |                        |                           |                   |                     |                           |                        |                        |

#### 24 Ore di Le Mans
| Anno | Classe | N° | Gomme | Vettura                                                       | Squadra              | Co-piloti                     | Giri | Pos. Assol. | Pos. di Classe |
| ---- | ------ | -- | ----- | ------------------------------------------------------------- | -------------------- | ----------------------------- | ---- | ----------- | -------------- |
| 1950 | S 3.0  | 32 | D     | Simca-Gordini T15S Coupé Simca 1.5L Supercharged I4 1491cc S4 | Automobiles Gordini  | Robert Manzon                 | 34   | DNF         | DNF            |
| 1951 | S 1.5  | 39 | D     | Simca-Gordini T15S Simca 1495cc S4                            | Equipe Gordini       | Jean Behra                    | 49   | DNF         | DNF            |
| 1952 | S 5.0  | 15 | D     | Ferrari 340 America Spyder Ferrari 4.1L V12                   | Ecurie Rosier        | Louis Rosier                  |      | DNF         | DNF            |
| 1953 | S 3.0  | 35 | E     | Gordini T26S Gordini 2.5L S6                                  | Automobiles Gordini  | Harry Schell                  | 293  | 6º          | 1º             |
| 1954 | S 5.0  | 4  | P     | Ferrari 375 Plus Ferrari 5.0L V12                             | Scuderia Ferrari     | José Froilán González         | 302  | 1º          | 1º             |
| 1955 | S 5.0  | 5  | E     | Ferrari 735 LM Ferrari 4.4L S6                                | Scuderia Ferrari     | Harry Schell                  | 107  | DNF         | DNF            |
| 1956 | S 3.0  | 12 | E     | Ferrari 625 LM Touring Ferrari 2.5L S4                        | Scuderia Ferrari     | Olivier Gendebien             | 293  | 3º          | 2º             |
| 1957 | S 5.0  | 9  | E     | Ferrari 250 TR Ferrari 3.1L V12                               | Scuderia Ferrari     | Olivier Gendebien             | 109  | DNF         | DNF            |
| 1958 | S 3.0  | 3  | A     | Aston Martin DBR1/300 Aston Martin 3.0L S6                    | David Brown Ltd.     | Charles Anthony "Tony" Brooks | 173  | DNF         | DNF            |
| 1959 | S 3.0  | 6  | A     | Aston Martin DBR1/300 Aston Martin 3.0L S6                    | David Brown Ltd.     | Paul Frère                    | 322  | 2º          | 2º             |
| 1960 | S 2.0  | 34 | D     | Porsche 718 RS 60 Porsche 1606cc F4                           | Porsche KG           | Hans Herrmann                 | 57   | DNF         | DNF            |
| 1961 | GT 3.0 | 16 | D     | Ferrari 250 GT SWB Ferrari 3.0L V12                           | Scuderia Serenissima | Carlo Mario Abate             | 162  | DNF         | DNF            |
| 1962 | E +3.0 | 4  | D     | Maserati Tipo 151/1 Coupé Maserati 3.9L V8                    | Maserati France      | Luciano "Lucien" Bianchi      | 152  | DNF         | DNF            |
| 1964 | P 5.0  | 2  | D     | Maserati Tipo 151/3 Coupé Maserati 4.9L V8                    | Maserati France      | André Simon                   | 99   | DNF         | DNF            |
| 1965 | P 5.0  | 15 | G     | Ford GT40 Spyder Ford 4.7L V8                                 | Ford France S.A.     | Guy Ligier                    | 11   | DNF         | DNF            |

#### 12 Ore di Sebring
| Anno    | Scuderia        | Costruttore | Vettura       | Numero | Categoria | Classe | Co-Pilota     | Giri | Risultato di classe | Risultato assoluto |
| ------- | --------------- | ----------- | ------------- | ------ | --------- | ------ | ------------- | ---- | ------------------- | ------------------ |
| 1957    | Ferrari Factory | Ferrari     | Ferrari 315 S | 11     | Sport     | S 5.0  | Peter Collins | 187  | 6º                  | 6º                 |
| Legenda |                 |             |               |        |           |        |               |      |                     |                    |

#### Mille Miglia
| Anno    | Scuderia | Costruttore | Vettura          | Numero | Categoria | Classe  | Co-pilota | Risultato di classe | Risultato assoluto |
| ------- | -------- | ----------- | ---------------- | ------ | --------- | ------- | --------- | ------------------- | ------------------ |
| 1956    | Renault  | Renault     | Renault Dauphine | 61     | Turismo   | T/GT1.0 | A. Drouot | 3º                  | 105º               |
| Legenda |          |             |                  |        |           |         |           |                     |                    |

#### 1000 km del Nürburgring
| Anno    | Scuderia                      | Costruttore | Vettura           | Numero | Categoria | Classe | Co-Pilota                                            | Giri | Risultato di classe | Risultato assoluto |
| ------- | ----------------------------- | ----------- | ----------------- | ------ | --------- | ------ | ---------------------------------------------------- | ---- | ------------------- | ------------------ |
| 1956    | Scuderia Ferrari              | Ferrari     | Ferrari 290 MM    | 3      | Sport     | S +2.0 | Luigi Musso                                          | 4    | Rit                 | Rit                |
| 1957    | Scuderia Ferrari              | Ferrari     | Ferrari 315 S     | 6      | Sport     | S +2.0 | John Michael "Mike" Hawthorn                         | 44   | 3º                  | 3º                 |
| 1960    | Dr. Ing. h. c. F. Porsche KG. | Porsche     | Porsche 718 RS 60 | 23     | Sport     | S 2.0  | Hans Herrmann                                        | 44   | 2º                  | 4º                 |
| 1961    | Scuderia Serenissima          | Maserati    | Maserati Tipo 63  | 7      | Sport     | S 3.0  | Ludovico Scarfiotti Nino Vaccarella Umberto Maglioli | 40   | 3º                  | 23º                |
| 1965    | Ford France                   | Ford        | Ford GT 40        | 16     | Prototipo | P +3.0 | Guy Ligier                                           | 22   | Rit                 | Rit                |
| Legenda |                               |             |                   |        |           |        |                                                      |      |                     |                    |

### Gran Premi di automobilismo
| 1946    | Scuderia       | Vettura          | FRA | SVI | ITA |     |     | Posizione |
| ------- | -------------- | ---------------- | --- | --- | --- | --- | --- | --------- |
| 1946    | Pilota privato | Maserati 4CL     | 10  |     |     |     |     | -         |
| 1947    | Scuderia       | Vettura          | SVI | BEL | ITA | FRA |     | Posizione |
| 1947    | Delage         | Delage D6 70     | Rit | 5   |     |     |     | -         |
| 1948    | Scuderia       | Vettura          | MON | SVI | FRA | ITA | GBR | Posizione |
| 1948    | Equipe Gordini | Simca-Gordini 15 | 4   |     |     |     |     | -         |
| Legenda |                |                  |     |     |     |     |     |           |

## Dopo il ritiro
Il ritiro dalle competizioni avvenne quindi nel 1965, se si esclude qualche successiva partecipazione a gare storiche. Trintignant si dedicò alla viticoltura, producendo un suo vino chiamato "Pétoulet", come il suo soprannome, e alla politica attiva; venne infatti nominato sindaco di Vergèze, ed è stato sepolto nel cimitero della stessa cittadina nel 2005, anno in cui si spense.